# Christiane Weber
Christiane Weber, po mężu Bellmann (ur. 13 lutego 1962 w Dillingen/Saar) – niemiecka florecistka reprezentująca też RFN. Dwukrotna mistrzyni olimpijska i czterokrotna medalistka mistrzostw świata.
Na igrzyskach olimpijskich w Los Angeles w 1984 roku razem z Cornelią Hanisch, Sabine Bischoff, Ute Wessel i Zitą Funkenhauser zdobyła złoty medal w turnieju drużynowym. W zawodach indywidualnych była siedemnasta. Podczas rozgrywanych cztery lata później igrzysk olimpijskich w Seulu reprezentacja RFN w składzie: Anja Fichtel, Zita Funkenhauser, Christiane Weber, Sabine Bau i Annette Klug zdobyła drużynowo złoty medal. W turnieju indywidualnym tym razem nie startowała.
Na mistrzostwach świata w Wiedniu w 1983 roku razem z Cornelią Hanisch, Ingrid Losert, Sabine Bischoff i Ute Wessel zdobyła drużynowo srebrny medal. W tej samej konkurencji Niemki z Weber w składzie zdobywały następnie brązowe medale na mistrzostwach świata w Rzymie (1982), mistrzostwach świata w Sofii (1986) i mistrzostwach świata w Hadze (1995).
Jej mężem był Achim Bellmann, który uprawiał pięciobój nowoczesny, z którym ma dwoje dzieci (ich syn został szermierzem). Małżeństwo jest po rozwodzie. Po zakończeniu kariery sportowej Weber została chirurgiem w klinice w Langenfeld.

## Osiągnięcia
Konkurencja floret
Igrzyska olimpijskie
- drużynowo (1984, 1988)

Mistrzostwa świata
- drużynowo (1983)
- drużynowo (1982); drużynowo (1985, 1995)

## Nagrody i odznaczenia
- Srebrny Liść Laurowy – 1985[5]